# Elusia enalis
Elusia enalis är en fjärilsart som beskrevs av William Schaus 1940. Elusia enalis ingår i släktet Elusia och familjen Crambidae. Inga underarter finns listade i Catalogue of Life.